# Women & Film
Women & Film (es: Mujeres y cine) fue una revista publicada en California (EE. UU.) entre 1972 y 1975. Está considerada como la primera revista de cine feminista. Fue fundada por dos activistas del movimiento de mujeres, Siew-Hwa Beh y Saundra Salyer y en la revista colaboraron investigadoras académicas que han desempeñado un importante papel en la teoría y la crítica cinematográfica contemporánea como Julia Lesage y Constance Penley junto a Chuck Kleinhans y Bill Nichols.

## Historia
Women & Film nace en Santa Mónica (California) en el contexto de la Segunda Ola del Feminismo de finales sesenta y principios de los setenta uniendo la cultura cinematográfica estadounidense y el movimiento de mujeres. Fue una revista especializada pionera, pero en la época muchas revistas estadounidenses y canadienses como Film Library Quarterly, Velvet Light Trap y Take One ya habían publicado ediciones especiales sobre el movimiento de mujeres.
Sus fundadoras fueron las activistas Siew-Hwa Beh, una estudiante malaya que estudiaba cine en UCLA, y Saunie Salyer miembro de un colectivo de mujeres local. Ambas estaban fascinadas por el cine y la realización cinematográfica. Una fascinación que se cruzó con sus perspectivas feministas y las posiciones políticamente radicales en el mundo señala la investigadora Clarissa Jacob.
Inicialmente se planeó como un número especial de la revista del colectivo, Every Woman. La editorial de apertura anunciaba una profunda crítica socialista-feminista de la industria cinematográfica estadounidense señalando: «El cine estadounidense, uniéndose a capitalistas locales en otros países, ha deformado a personas en todas partes, obligándolas a ser consumidores pasivos de una ideología alienante pero no creadores de su propia ideología».
En la revista, a diferencia de otras publicaciones feministas de la época, podían escribir mujeres y hombres. La revista aglutinó entre quienes realizaron colaboraciones a especialistas que desempeñaron un importante papel a finales del siglo XX en la teoría y la crítica cinematográfica contemporánea como Julia Lesage, Constance Penley, Chuck Kleinhans o Bill Nichols considerado uno de los primeros teóricos del documental.
En la tercera entrega publicada en 1973 a las contribuciones de Beh, Sayler y sus colegas Bill Nichols y Mike Shedlin se unieron los textos de los futuros cofundadores de la revista Jum Cut, Chuck Kleinhans y Julia Lesageademás de Constance Penley, Janet Bergstrom, Liz Lyons y Sandy Flitterman, que en 1976 fundaron el periódico de cine feminista Camera Obscura in 1976.
La revista se mudó a Berkeley al Pacific Film Archive bajo supervisión de Sheldon Renan y Tom Luddy. En este proceso incorporó las teorías literarias europeas y de manera específica la semiótica. La revista también realizó cobertura del creciente número de festivales de cine de mujeres revelando miles de películas realizadas por cientos  de mujeres que se habían perdido, olvidado o simplemente excluido de la historia del cine.
Entre 1973-1974 Women & Film enumeró el extracto de la publicación de Sharon Smith Women Who Make Movies con la referencia de 170 cineastas de 25 países e incorporó entrevistas con directoras como Nelly Kaplan, Agnès Varda, Lina Wertmuller, Barbara Loden, Sarah Maldoror y Jill Godmillow.
Previo al número siete surgieron tensiones en el grupo editorial que acabaron con la dimisión en febrero de 1975 de las futuras editoras de Camera Obscura Penley, Bergstrom, Flitterman y Lyons. El número 7 de la revista fue el último. En el último número se publica el artículo de la teórica británica Laura Mulvey sobre teoría y crítica feminista de cine Visual Pleasure and Narrative Cinema .
En la actualidad puede consultarse en abierto en los archivos del sitio web de la revista Jump Cut.

## Contenido
La revista es la primera publicación específica dedicada a analizar el cine desde una perspectiva feminista. 
En sus primeros artículos publicados analizan los autores de cine europeos más importantes del momento y el cine clásico de Hollywood, se preguntan sobre la situación de las mujeres en pantalla y los hombres detrás de las cámaras.

## Distribución
Women & Film apareció por primera vez en quioscos y librerías alternativas en Los Ángeles y Valle de San Fernando a principios de 1972. No tenían una distribuidora oficial y en ocasiones la revista circuló de mano en mano, como en el caso de quienes asistieron al Primer Festival Internacional de Cine de Mujeres en Nueva York en 1972.
En pocos días se agotaron las 600 copias del primer número. La revista, que no recibió publicidad, finalmente cerró enfrentándose a problemas financieros y organizativos.

## Legado
La revista Women & Film es considerada por análisis feministas del cine como uno de los primeros foros en los que se resaltó la desigualdad entre mujeres y hombres en la industria cinematográfica, sobre el papel de las mujeres en la pantalla y los primeros intentos de desplegar la teoría del cine semiótico en el debate sobre las mujeres en la pantalla.

## Proyecto Women & Film
En 2011 Clarissa Jacob en la Royal Holloway de la Universidad de Londres en una investigación para su tesis doctoral recupera y analiza el contenido de la revista en el marco del periódico histórico en el que surge Women & Film enraizada en el activismo y la contracultura de la costa oeste de Estados Unidos de la década de los 70. Sus avances se publican en Proyecto Women & Film donde incorpora también las aportaciones de la revista al desarrollo de la crítica feminista de cine con referencia tanto a los primeros escritos de las mujeres sobre el cine de las pioneras del movimiento de mujeres en el cine como a las teorías posestructuralistas de la década de 1970.